# Andrew Murphy
Andrew Murphy (Melbourne, Australia, 18 de diciembre de 1969) es un atleta australiano retirado especializado en la prueba de triple salto, en la que consiguió ser medallista de bronce mundial en pista cubierta en 2001.

## Carrera deportiva
En el Campeonato Mundial de Atletismo en Pista Cubierta de 2001 ganó la medalla de bronce en el triple salto, con un salto de 17.20 metros que fue récord de Oceanía, tras el italiano Paolo Camossi (oro con 17.32 metros que fue récord nacional italiano) y el británico Jonathan Edwards.